# QX Gaygalan 2005
QX Gaygalan 2005 var den sjunde QX Gaygalan och den hölls på Tyrol på Gröna Lund i Stockholm den 31 januari 2005. Galan leddes av Sissela Kyle för fjärde gången i rad. Det delades ut priser i nitton kategorier, arton av dessa hade röstats fram av tidningen QX läsare. Det nittonde, QX hederspris, beslutas av tidningen och det gick till nätverket ”Stolta föräldrar till homosexuella barn".

## Vinnare och nominerade
Vinnare markeras med fetstil, nominerade anges när uppgift finns:
| Årets homo/bi | Årets hetero                                                                |
| --- | --------------------------------------------------------------------------- |
| - Peter Jöback - Kim Kärnfalk - Birgitta Stenberg - Lotta Bromé - Christer Lindarw                                                                                   | - Caroline Krook - Björn Kjellman - Birgitta Ohlsson                        |
| Årets hederspristagare |                                                                             |
| Nätverket ”Stolta föräldrar till homosexuella barn" |                                                                             |
| Årets kämpe | Årets drag                                                                  |
| - Lars Gårdfeldt, för kampen att förändra kyrkans attityd - Cege Heden, Riksflrbundet för HIV-positiva - Susanne Mobacker, driver gayklubb vidare trots trakasserier | - After Dark - Björn Kjellman - Diamond dogs                                |
| Årets gayklubb | Årets artist                                                                |
| - Lino - Connection - Kharma by Ulrich | - Lena Philipsson - Alcazar - Peter Jöback                                  |
| Årets utländska låt | Årets svenska låt                                                           |
| - Toxic Britney Spears - Dragostea din tei Haiducci - Wild Dances Ruslana | - Min kärlek Shirley Clamp - Det gör ont Lena Philipsson - La dolce vita After Dark                                                                            |
| Årets film | Årets bok                                                                   |
| - Så som i himmelen - Monster - Dålig uppfostran | - Alla vilda Birgitta Stenberg - Kyssa sammet Sarah Waters - Homofamiljer Cecilia Strömberg och Sara Stenholm                                                                            |
| Årets TV-program | Årets TV-personlighet                                                       |
| - L-word - Idol 2004 - Angels in America | - Lotta Bromé - Peder Lamm - Peter Magnusson och David Helenius (Idol 2004) |
| Årets show/musikal | Årets comeback                                                              |
| - La Dolce Vita After Dark - Jonas Gardell Väckelsemöte - Lill-Babs Jubileumsshow - 50 år i lyxförpackning | - Lena Philipsson - After Dark - Agnetha Fältskog                           |
| Årets Trevligaste personal: | Årets gaykrog/café                                                          |
| - Populära Sibirien - Roxy - Chokladkoppen | - Roxy - Copacabana - Torget                                                |
| Göteborgspriset | Öresundspriset                                                              |
| - Gretas - Cherrybomb - Lollypop | - Wonk - Ratatouile - Ziraf                                                 |